# Virginia Higa
Virginia Higa, född 1983 i Bahía Blanca, är en argentinsk författare.